# Naturpark Insel Usedom

Logo

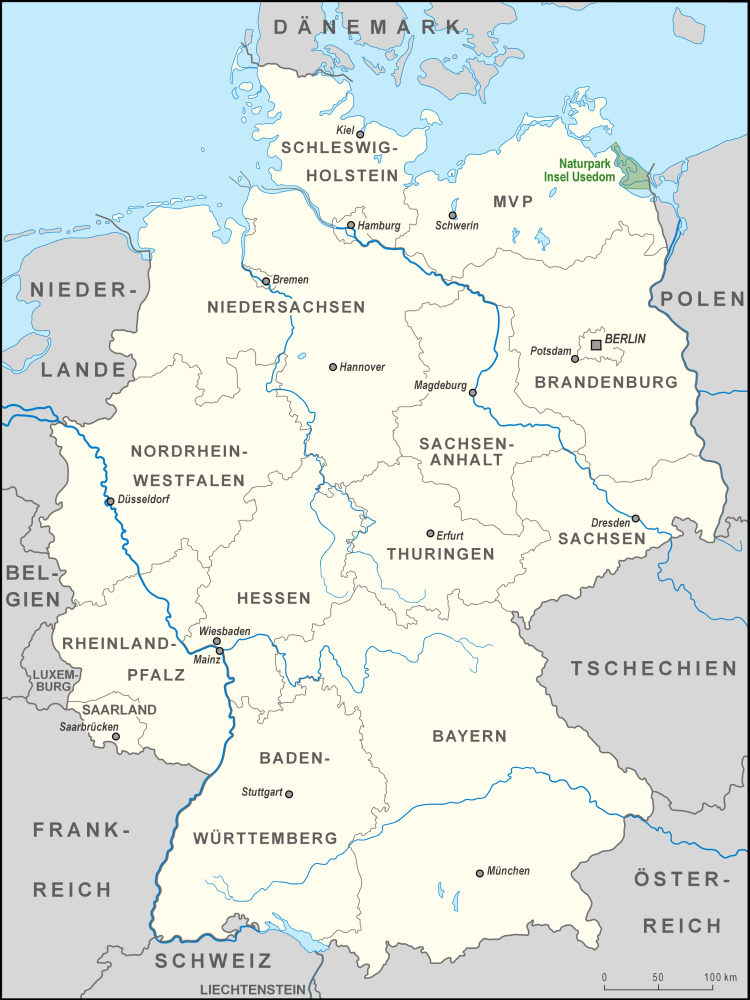
Lage des Naturparks Insel Usedom

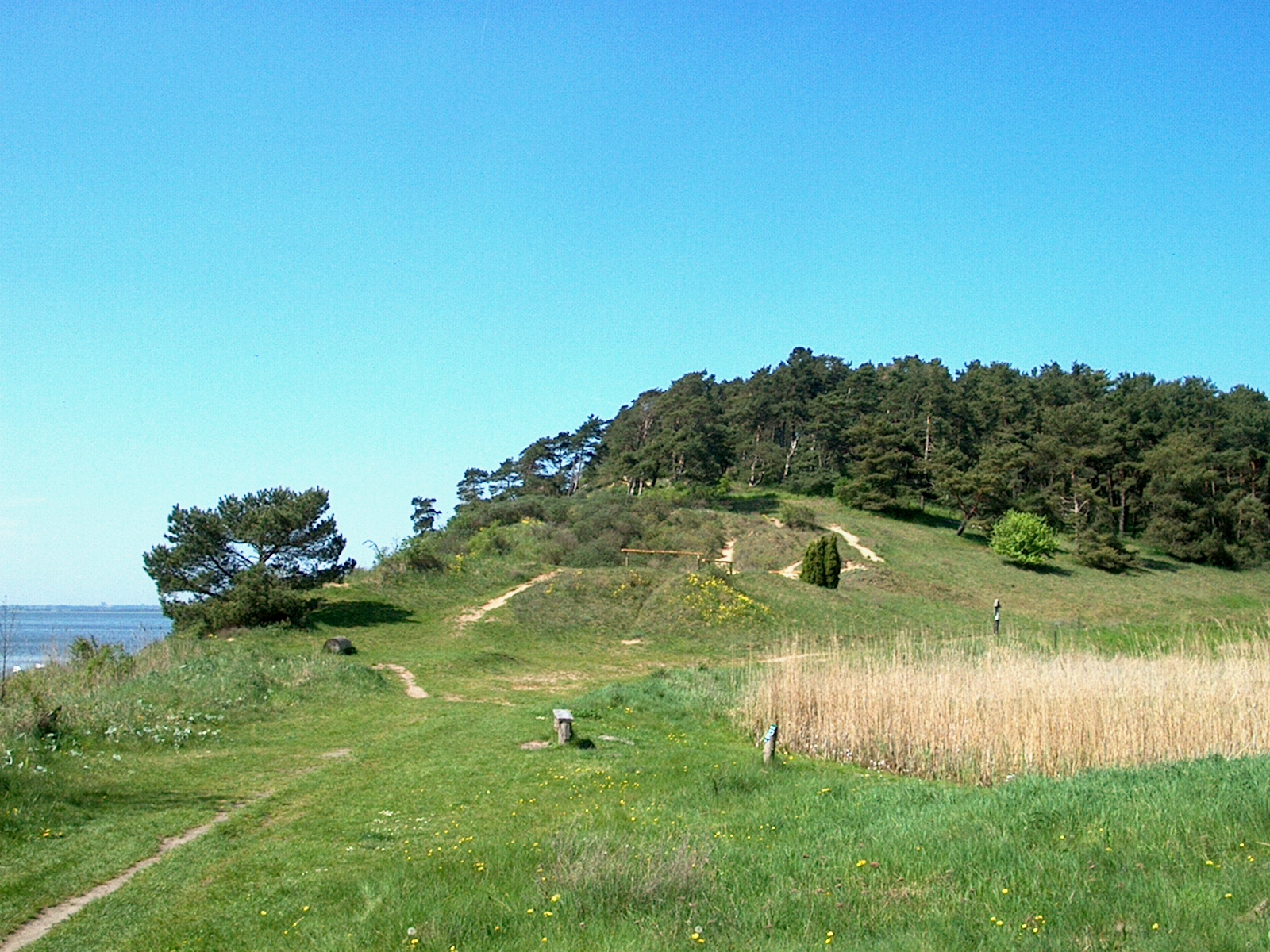
Landschaft auf Gnitz im Naturpark

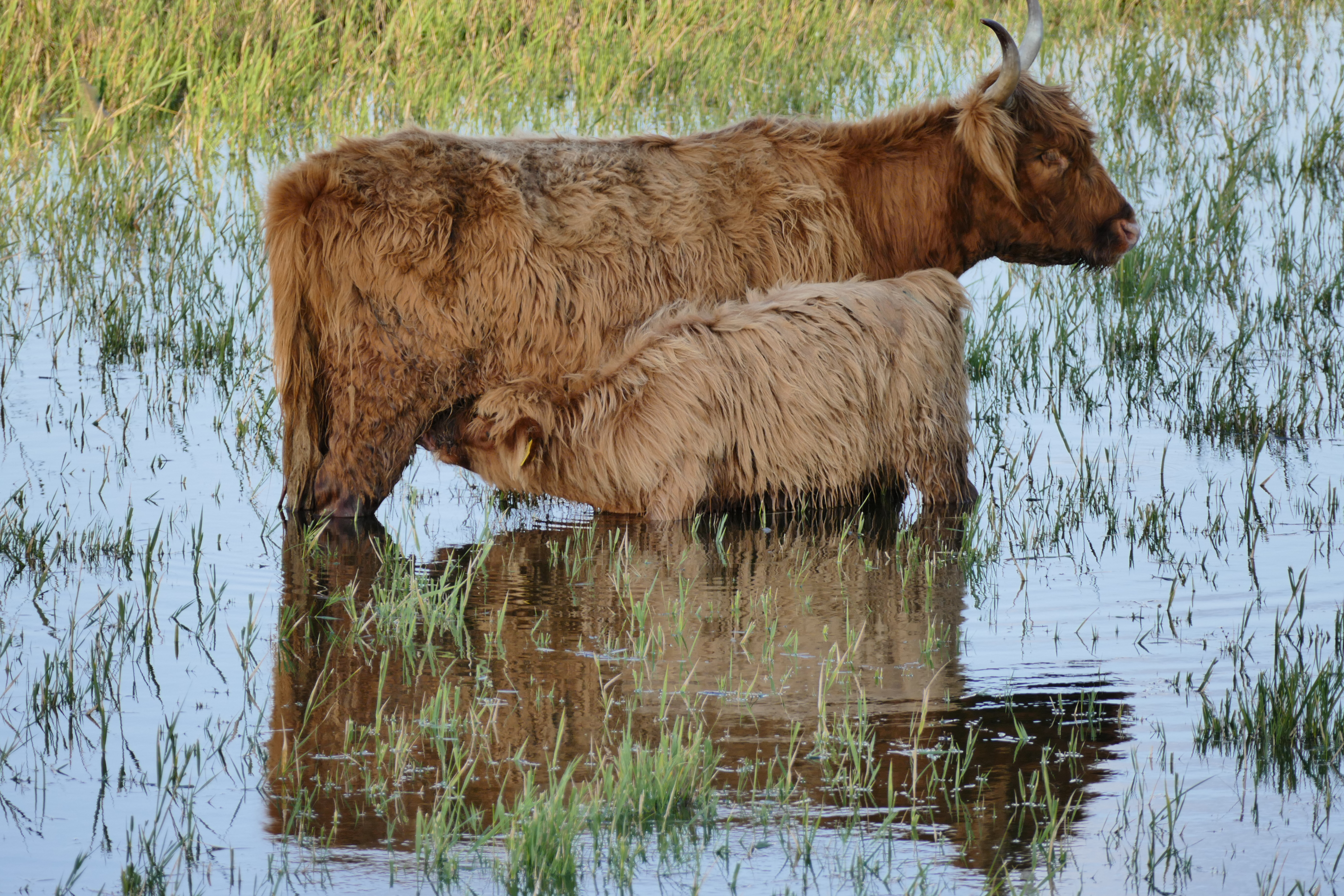
Hochlandrinder im Naturpark bei Lütow (2019)

Der Naturpark Insel Usedom umfasst den deutschen Teil der Insel Usedom im Landkreis Vorpommern-Greifswald in Mecklenburg-Vorpommern bis zur polnischen Grenze. Zum Naturpark gehören auch das Achterwasser, der Peenestrom, der Nordteil des Stettiner Haffs, die Flachwasserbereiche der Ostsee an der Peenemündung, sowie ein schmaler Streifen Festland am Westufer des Peenestroms vom Seebad Lubmin bis zum Lassaner Winkel mit der Hafenstadt Lassan.
Am Peenemünder Haken im Norden der Insel wurde schon 1925 das älteste Naturschutzgebiet Pommerns ausgewiesen. 1938 folgte der Zerninsee bei Swinemünde.  Zwischen 1957 und 1971 wurden weitere Gebiete unter Naturschutz gestellt (z. B. Gothensee, Streckelsberg), deren Fläche etwa 2000 Hektar umfasste. Von 1990 bis 1998 wurden mehrere wertvolle Landschaftsteile als Naturschutzgebiete gesichert; die Gesamtfläche aller Naturschutzgebiete beträgt heute knapp 5500 Hektar. Große Teile der Insel Usedom wurden bereits 1966 zum  Landschaftsschutzgebiet erklärt. 1993 wurde es auf die Fläche des heutigen Naturparks ausgedehnt.
Zum Naturpark im Sinne einer großflächigen Kulturlandschaft wurde die Region im Dezember 1999 offiziell erklärt. Ein Informationszentrum, das Ruth-und-Klaus-Bahlsen-Haus, mit Ausstellungsräumen, dem Sitz der Naturpark-Verwaltung und der Stadtinformation, befindet sich im historischen Bahnhofsgebäude an der Bäderstraße von Usedom (Stadt). Der Bau wurde im Rahmen eines INTERREG-Projektes gefördert und im Jahr 2005 fertiggestellt.
Die Gesamtfläche des Naturparkes umfasst 632 km². Ca. 25 % dieser Fläche sind bewaldet, fast 50 % sind Gewässer, der Restfläche sind landwirtschaftliche Flächen und Siedlungen. Die einst ausgedehnten Niedermoore sind heute fast vollständig entwässert und werden landwirtschaftlich genutzt. Ein besonderes Merkmal des Naturparks ist die hohe Vielfalt von Lebensräumen auf engem Raum. So findet man hier Ostseestrand und Binnenküste, Steilküsten und Dünen, Seen und Moore, Erlenbrüche, Dünenkiefern- und Buchenwälder, Wiesen und Äcker, kleine Dörfer und Seebäder. Die Insel Usedom gehört zu den vogelreichsten Gebieten in Deutschland. Im Naturpark brüten Seeadler, Weißstorch, Kranich und Graureiher. Die eutrophen Flachseen wie der Gothen- und der Schmollensee sind für die Vögel ideale Rast- und Brutplätze. Der Naturpark ist gut über die Bundesstraße 110 von Anklam oder über die Bundesstraße 111 von Wolgast und mit der Usedomer Bäderbahn zu erreichen. Am Rand des Naturparkes findet man die Gemeinde Heringsdorf mit den Ortsteilen Ahlbeck, Heringsdorf und Bansin.

## Naturschutzgebiete
Ausgewiesene Naturschutzgebiete (NSG) innerhalb des Naturparks sind:
- Naturschutzgebiet Peenemünder Haken, Struck und Ruden, das größte NSG auf Usedom (3500 ha), seit 1925
- Insel Großer Wotig im Peenestrom bei Kröslin, seit 1990, 203 ha, Salzwiesenvegetation und Vogelschutzgebiet
- Südspitze Gnitz, seit 1994, 61 ha
- Wockninsee bei Ückeritz, seit 1958, 50 ha, teilweise verlandeter Strandsee
- Mümmelkensee, seit 1957, 6 ha, Moorsee zwischen Schmollensee und Ostseestrand
- Halbinsel Cosim am Balmer See, seit 1996, 85 ha
- Vogelinseln Böhmke und Balmer Werder im Balmer See, seit 1971, 118 ha
- Gothensee, seit 1958, 800 ha, Flachsee mit Niedermoor Thurbruch
- Golm, seit 1958, 25 ha, höchster Berg Usedoms (70 m)
- Zerninsee, seit 1995 (1938–1963), 365 ha, verlandeter See und Moor an der Grenze zu Polen
- Streckelsberg bei Koserow, seit 1957, 34 ha, Endmoräne mit höchster Kliffranddüne der Insel (56 m)
- Mellenthiner Os, seit 1995, 65 ha, slawischer Wallberg und Moor
- Kleiner Krebssee, seit 1996, 50 ha, zwischen Schmollensee und Gothensee
- Naturschutzgebiet Insel Görmitz, seit 1998, 110 ha, Vogelinsel im Achterwasser